# البرت فرنک کاکس
البرت فرنک کاکس (Elbert Frank Cox) (۵ دسامبر ۱۸۹۵ – ۲۸ نوامبر ۱۹۶۹)، یک ریاضی‌دان آمریکایی بود. او نخستین سیاهپوست در جهان بود که در رشته ریاضی دکترا گرفت – وی دکترای خود را در ۱۹۲۵ میلادی از دانشگاه کرنل به‌دست‌آورد.

## دوران کودکی
کاکس در اوانزویل، ایندیانا متولد شد، پدرش جانسون دی. کاکس متولد کنتاکی و معلم فعال در کلیسا بود و مادرش ایوجینا تالبوت کاکس نام داشت. وی همراه دو برادرش با والدین خود و مادربزرگ مادریش در محلهٔ که به لحاظ نژادی مختلط بود، بزرگ شدند؛ در ۱۹۰۰ میلادی، در تعمیری که آن‌ها زندگی می‌کردند، سه خانواده سیاه‌پوست و پنج خانواده سفیدپوست نیز زندگی می‌نمود. یک آشوب نژادی جدی در ۱۹۰۳ میلادی پدیدار شد و ۱۱ کشته و ۵۰ مجروح برجای گذاشت. پس از این رویداد، بیشتر آمریکایی-آفریقایی‌ها این شهر را ترک کردند. کاکس به یک مدرسه مخصوص سیاه‌پوستان با منابع اندک رفت. پدرش در زندگی او، یک الهام‌بخش مهم بود. به کاکس یک بورسیه تحصیلی ویلون در هنرستان موسیقی پراگ پیشنهاد شد، اما او در عوض تصمیم گرفت تا به اشتیاق خود در ریاضی ادامه دهد.

## تحصیلات

### دانشگاه ایندیانا
کاکس در ایندیانا درس خواند. علاوه بر ریاضی وی در کلاس‌های آلمانی، انگلیسی، لاتین، تاریخ، بهداشت، شیمی، آموزش و پرورش، فلسفه و فیزیک نیز شرکت کرد. برادر کاکس که آوالون نام داشت، نیز در دانشگاه ایندیانا بود. سه دانشجوی سیاه‌پوست دیگر نیز در کلاس آن‌ها حضور داشت. وی مدرک تحصیلی برادر خود را در ۱۹۱۷ میلادی دریافت کرد، در آن زمان در گواهی-نامه تمامی دانشجویان سیاه‌پوست، کلمه «رنگین‌پوست» در سراسر گواهی‌نامه چاپ می‌شد. وی زمانی که در اندیانا بود در تمامی امتحان‌های خود درجه A را از آن خود کرد.

### میان کالج‌ها
پس از این‌که کاکس در ۱۹۱۷ میلادی از دانشگاه فارغ‌التحصیل شد، به ارتش ایالات متحده پیوست تا در فرانسه در جریان جنگ اول جهانی از ۲۲ اوت ۱۹۱۸ تا ۲۵ ژوئیه ۱۹۱۹ جنگ کند. پس از ترخیص از ارتش، او شغل خود را به عنوان معلم ریاضی در یک مدرسه شروع کرد.
کاکس برگشت تا به حرفه خود در تدریس ادامه دهد. او به عنوان استاد ریاضی در یک مدرسه دبیرستان در هندرسن، کنتاکی خدمت نمود. در خزان ۱۹۱۹ میلادی، او به عنوان پرفیسور فیزیک، شیمی و بیولوژِی در دانشگاه شاو، در رالی-کارولینای شمالی گماشته شد، سپس در این دانشگاه او سمت مسئول دانشکده علوم طبیعی را بر عهده گرفت. کاکس تا ۱۹۲۲ میلادی در این‌جا ماند.

### دانشگاه کرنل
کاکس در ۱۹۲۱ میلادی برای بورسیه دکترا در دانشگاه کرنل درخواست داد، یکی از هفت دانشگاه آمریکایی که در رشته ریاضی برنامه دکترا داشت. یکی از سفارش‌کننده‌های وی یک نامه مثبت نوشت، اما پس از آن طی نامه دیگری به مشکلاتی که وی به دلیل «رنگین‌پوست» بودن انتظارش را داشت، اشاره شد. چون بنیان‌گذار دانشگاه کرنل که ارزا کرنل نام داشت، از قبل مخالف برده‌داری بود، دانشگاه کرنل می‌توانست یک مکان مناسب برای آموزش آفریقایی-آمریکایی‌ها باشد. درخواست کاکس در ۵ می ۱۹۲۲ تأیید شده و او در خزان همان سال وارد دانشگاه شد.
کاکس در دانشگاه کرنل بسیار موفق بود. کسی که به کاکس بسیار کمک کرد، استاد جوان وی به‌نام ویلیام لوید گاریسون ویلیامز بود، ویلیامز یکی از مؤسسان کنگره ریاضی کانادا بود که کرسی «کمیته مخصوص» کاکس را در مارس ۱۹۲۳ بر عهده گرفته بود و سرپرست وی نیز بود. کاکس کمک‌هزینه تحصیلی اراستوس بروکس را در ریاضی (۴۰۰ دلار سالانه) در خزان ۱۹۲۴ دریافت کرد و با پیروی از ویلیامز به دانشگاه مک‌گیل در مانتریال رفت. وی در ترم بهار ۱۹۲۵ میلادی دوباره به دانشگاه کارنل بازگشت و رساله خود را تحت عنوان حل‌های چندجمله‌ای معادله تفاضلی af(x+1) + bf(x) = φ(x)، در تابستان همان سال تکمیل کرد. در ۲۶ سپتامبر ۱۹۲۵ میلادی، وی مدرک دکترای خود را به‌دست‌آورد و به یقین نخستین آمریکایی-آفریقایی بود که در رشته ریاضی دکترا گرفت و به احتمال زیاد نخستین مرد سیاه‌پوست در جهان است که در ریاضی دکترا می‌گیرد. وی هیچ مقالهٔ علمی تا ۱۹۳۴ میلادی چاپ نکرد.
کاکس، هنگام ادامه دادن به دکترای خود در دانشگاه کرنل مجبور بود، مشکلات متفاوتی را تحمل کند؛ گروهی به‌نام کو کلاکس کلن، در منطقه‌ای که اقامت داشت فعال بود، این گروه تا ۱۹۲۶ میلادی ۳۱ آمریکایی-آفریقایی را به قتل رسانده بود.

## کالج ایالتی ویرجینیای غربی
کاکس در ۱۶ سپتامبر ۱۹۲۵ میلادی، به تدریس مضامین ریاضی و فیزیک در کالج دولتی ویرجینیای غربی آغاز کرد، این کالج در آن زمان تنها دانشجویان سیاه‌پوست و منابع مالی اندک داشت. استادان دارای درجه علمی دکترا در آنجا کمیاب بود و روابط بین‌المللی که کاکس داشت باعث برجستگی وی شد. وی ۱٬۸۰۰ دلار حقوق دریافت می‌کرد (برابر با ۲۷٬۰۰۰ دلار در ۲۰۲۰ میلادی). تأثیرگذاری وی را می‌توان در تغییرات فراوانی که در نصاب درسی میان سال‌های ۱۹۲۵ تا ۱۹۲۸ رونما شد، مشاهده نمود. در ۱۹۲۷ میلادی، وی با بیولا کافمن دختر کسی که قبلاً برده بود، ازدواج کرد. خانم وی در یک مدرسه ابتدائیه معلم بود و با برادر کاکس، آوالون، کار می‌کرد. او و بیولا در ۱۹۲۱ میلادی با هم آشنا شدند و برای شش سال باهم دوست بودند. نخستین فرزند آن‌ها که جیمز نام داشت در ۱۹۲۸ میلادی به دنیا آمد. او در ۱۹۲۹ میلادی به دانشگاه هاوارد پیوست و به واشینگتن دی سی نقل مکان کرد.

## دانشگاه هاوارد
کاکس در ۱۹۳۰ میلادی شروع به تدریس در دانشگاه هاوارد نمود. علی‌رغم اعتبارنامه‌های که وی داشت، پروفسورهای چون ویلیام بادویت و چارلز سیفاکس نسبت به وی دارای رتبه بالاتر بودند. هر دو پروفسور مقالات علمی متعددی به چاپ رسانده بودند؛ حالا بود که کاکس مقاله علمی فارغ‌التحصیلی خود را چاپ کرد. ویلیامز که سرپرست وی بود، تلاش نمود تا مقاله کاکس از یک دانشگاه دیگر در خارج از کشور به رسمیت شناخته شود، اما برای انجام این کار مشکلاتی داشتند. در نهایت دانشگاه توهوکو در سندای، ژاپن مقاله وی را به رسمیت شناخت. این مقاله در ژورنال ریاضی توهوکو در ۱۹۳۴ میلادی به چاپ رسید. با این همه، کاکس در تدریس بسیار فعال بود: رئیس دانشگاه که جیمز ام. نابریت نام داشت، اظهار داشت که کاکس بیش از همه پروفسورهای دیگر در دانشگاه هاوارد، دانشجویان فوق لیسانس را هدایت کرده‌است. دانشجویان وی همچنین نسبت به دانشجویان سایر پروفسورها، عمل‌کرد بهتری داشتند و او به یک پروفسور مشهور مبدل شده بود. در میان دانشجویان او، پسرش البرت لوسین کاکس و ویلیام سکیفیلین کلیتور وجود داشتند، کلیتور سومین آفریقایی-آمریکایی بود که در رشته ریاضی دکترا گرفت. کاکس در سال ۱۹۴۷ در ریاضیات به مقام استادی ارتقا یافت و در سال ۱۹۵۷، او رئیس دپارتمنت ریاضیات شد و این سمت را تا سال ۱۹۶۱ حفظ کرد. وی در ۱۹۶۵ میلادی به عمر ۷۰ سالگی و سه سال قبل از مرگش، بازنشسته شد. تصویری از وی در اتاق استادان دانشگاه هاوارد آویخته شده‌است.
کاکس در جریان جنگ جهانی دوم، از ۱۹۴۲ تا ۱۹۴۴ میلادی به تدریس علوم مهندسی و مدیریت جنگ پرداخت.
کاکس در طول حیات خود دو مقاله علمی منتشر کرد. وی کاری که نیلز نورلند بر چندجمله‌ی‌های اویلر برای حل یک معادله تفاضلی مشخص انجام داده بود، را گسترش داد. کاکس از چندجملهٔ تعمیم یافته اویلر و از فرمول تعمیم یافته جمع بول استفاده نمود تا فرمول جمع بول را تعمیم دهد. وی همچنین یک تعداد از چندجمله‌ای‌های خاص را به عنوان حلِ معادلات تفاضلی مشخص مورد مطالعه قرار داد.